# Battaglia di Flodden Field
La battaglia di Flodden o Flodden Field fu combattuta nei pressi di Northumberland nell'Inghilterra settentrionale il 9 settembre 1513, fra le forze d'invasione scozzesi condotte dal re Giacomo IV di Scozia e l'esercito inglese guidato da Thomas Howard, conte di Surrey. Si concluse con la vittoria degli inglesi e una sanguinosa sconfitta degli scozzesi; si trattò della battaglia più grande (in termini numerici) combattuta fra le due nazioni.
Giacomo attraversò il confine con una forza di circa 35 000 uomini, tra cui 5 000 consulenti francesi. L'esercito scozzese fu pesantemente sconfitto, perdendo circa 9 000 uomini e molti nobili, compresi re Giacomo, il suo figlio illegittimo Alexander Stewart, e cinque conti.

## Contesto storico
I regni di Francia e Scozia godettero tradizionalmente di una stretta alleanza che si rifletté in un trattato di difesa firmato tra i due regni nel 1512. Quando Enrico VIII attraversò La Manica per la campagna di Francia, re Luigi XII attivò il trattato, inviando armi, denaro e consiglieri militari a Giacomo IV di Scozia per incoraggiarlo ad ottemperare ai suoi obblighi, nella speranza che questo avrebbe distolto risorse agli inglesi dall'invasione della Francia.
Il conflitto ebbe inizio quando il re Giacomo IV di Scozia dichiarò guerra all'Inghilterra per onorare l'Auld Alliance con la Francia, nel tentativo di sottrarre truppe agli inglesi dal fronte francese, guidato dal re Luigi XII. Dal canto suo Enrico VIII d'Inghilterra riaprì vecchie ferite asserendo il suo diritto a essere signore di Scozia, suscitando l'ira dei nobili scozzesi e di Giacomo. In quello stesso momento l'Inghilterra era coinvolta in un grande conflitto - difendendo l'Italia e lo Stato della Chiesa dalle pretese francesi (Guerre d'Italia del XVI secolo) come membro della "Lega Cattolica". Il Papa Leone X non vedeva affatto di buon occhio questo possibile conflitto, che avrebbe obbligato Enrico a stornare uomini dal fronte che difendeva lo Stato Pontificio a quello scozzese, e minacciò Giacomo di scomunica se avesse continuato a tentare di infrangere la pace con l'Inghilterra. Il re di Scozia non si fece intimorire e il 28 giugno 1513 venne scomunicato dal Cardinale Christopher Bainbridge. Giacomo non si limitò a rompere la pace con l'Inghilterra, ma inviò diverse navi in Francia in supporto a Luigi XII.
Il 26 luglio Enrico si trovava con Massimiliano I d'Asburgo all'assedio di Thérouanne quando ricevette una lettera di Giacomo in cui gli si chiedeva di smettere di attaccare la Francia se non voleva che il trattato di pace fra i loro due paesi sfumasse, il 12 agosto Enrico ripose picche rifiutando di accogliere la sua richiesta. In Inghilterra Caterina d'Aragona, che era reggente al posto del marito, ordinò a Thomas Lovell (morto 1524) di mettere insieme un esercito nelle Midlands in vista di una possibile invasione.

## La pacifica invasione
Sfruttando il pretesto della morte di Robert Kerr, un guardiano del confine scozzese orientale che era stato assassinato da John "Il bastardo" Heron nel 1508, nel 1513 Giacomo IV invase l'Inghilterra con un esercito di circa 30 000 uomini..
Nell'osservanza della sua concezione del codice medievale di cavalleria Giacomo spedì una nota agli inglesi un mese prima per informarli della sua intenzione di invadere il paese, questo diede loro il tempo di mettere insieme armi e uomini, ma anche di recuperare lo stendardo di Cutberto di Lindisfarne dalla Cattedrale di Durham, stendardo che era già stato portato dagli inglesi nel 1138 e nel 1346 date di due sconfitte inflitte agli scozzesi.
Dopo un'adunata al Burgh Muir di Edimburgo si spostarono verso Ellemford, a nord di Duns e si accamparono per aspettare Archibald Douglas, V conte di Douglas (1449-ottobre 1513) e Alexander Home, III Lord di Home (morto 1516). Gli scozzesi attraversarono quindi il Tweed il 24 agosto presso il villaggio di Coldstream e pochi giorni dopo al castello di Twizell Giacomo convocò un concilio in cui vennero definiti i risarcimenti di cui avrebbero goduto gli eredi di coloro che sarebbero rimasti uccisi.
Il 29 agosto gli scozzesi presero e distrussero parzialmente il Castello di Norham e da lì si mossero verso sud ai castelli di Etal e Ford.
Il cronacotecario scozzese Robert Lindsay di Pittscottie (1532 circa-1580) scrisse che Giacomo spese diverso tempo al castello di Ford per godersi la compagnia di Lady Elizabeth Heron e della figlia. Un altro cronacotecario, Edward Hall (1498circa-1547) scrisse che Lady Heron era prigioniera degli scozzesi e che negoziò con Giacomo il proprio rilascio, tanto che il castello non venne demolito in cambio della liberazione di alcuni ostaggi.
Il 4 settembre l'araldo Thomas Hawley (morto 22 agosto 1557) andò a Ford per concordare un luogo per il combattimento con l'istruzione che un qualsiasi araldo scozzese mandato a incontrare Thomas Howard, III duca di Norfolk avrebbe dovuto incontrarlo in luogo in cui le forze inglesi non fossero visibili.
Giacomo era deciso a dare battaglia e voleva prendere d'assalto Berwick-upon-Tweed, il conte di Douglas però gli consigliò di desistere asserendo che quel che avevano fatto per i francesi era sufficiente. Giacomo lo rimandò a casa e Douglas partì lasciando i suoi figli, George Douglas (1469-9 settembre 1513) e William Douglas di Glenbervie (1473 circa-1513) a combattere insieme a molti altri esponenti della sua famiglia.

## La battaglia
La battaglia si svolse nei pressi del villaggio di Branxton, nella regione di Northumberland. Gli scozzesi si erano attestati precedentemente presso Flodden Edge, a sud di Branxton.
Quando Giacomo mandò il proprio araldo per accordarsi con Howard sulla data del combattimento essi si accordarono per il 9 settembre fra le 12 e 15 e Howard chiese di potersi vedere con Giacomo alla piana di Milfield, quindi Howard ordinò ai propri uomini di sbarrare la strada agli scozzesi che avanzavano verso nord costringendoli a deviare di circa due miglia.
L'artiglieria scozzese comprendeva 2 grandi colubrine e 4 sagri, mentre le armate distavano circa 3 miglia l'una dall'altra Howard mandò il proprio araldo da Giacomo che disse che avrebbe aspettato fino a mezzogiorno.
Alle 11 Howard mosse la propria avanguardia e l'artiglieria attraversò il ponte di Twissell, gli scozzesi si divisero in cinque formazioni, gli inglesi in due e al pomeriggio i due eserciti arrivarono a fronteggiarsi. Il gruppo comandato da Howard si fronteggiò con quello scozzese capitanato da Alexander Gordon, III conte di Huntly (morto nel 1524), John Lindsay, VI conte di Crawford (prima del 1483-1513) e William Hay, IV conte di Erroll (morto nel 1513), i 6 000 uomini dell'esercito scozzese vennero per la maggior parte uccisi, anche Giacomo ingaggiò battaglia contro gli uomini di Thomas Darcy, I barone Darcy.
Quando il fuoco di artiglieria finì incominciò il corpo a corpo e Giacomo venne ucciso da un colpo di lancia o di alabarda per mano di Howard e il suo corpo venne portato a Berwick-upon-Tweed, nel mentre Lord Edmund Howard combatteva contro gli uomini di Home assistito da Thomas Dacre, II barone Dacre (25 novembre 1467-24 ottobre 1525).
Howard riuscì a catturare anche parte dell'artiglieria scozzese comprese sette colubrine che vennero portate a Durham.

## Le tattiche
Subito dopo la battaglia gli scozzesi scrissero a Cristiano II di Danimarca per chiedergli aiuto, l'ambasciatore scozzese non mancò di biasimare il defunto re per aver deciso di attaccare scendendo da una collina, lasciando quindi una posizione favorevole, per andare a combattere in un terreno paludoso. Non mancò nemmeno di sottolineare che la vittoria inglese era da attribuire più alla scarsa esperienza degli scozzesi che al valore degli avversari e disse anche che i nobili scozzesi avevano combattuto in prima linea secondo i valori della cavalleria medievale rendendosi quindi vulnerabili (e infatti molti vennero uccisi) in contrasto con i nobili inglesi che avevano scelto di stare alla retroguardia, la perdita di tanti comandanti aveva reso impossibile coordinare una ritirata.
Secondo i resoconti inglesi Howard aveva comunque condotto i propri uomini a piedi.
Un'altra cosa che fece differenza fu l'uso dell'alabarda inglese contro la Picca scozzese che era piuttosto scomoda a meno che non fosse usata in una carica a cavallo, è vero che era usata frequentemente anche in altri paesi, come la Svizzera, ma è vero anche che su un terreno scivoloso e non piano era difficile usarla al meglio. La fanteria di entrambi gli schieramenti aveva combattuto nello stesso modo che si usava ormai da secoli e questa viene considerata l'ultima battaglia in stile medievale combattuto sulle isole britanniche. Due anni più tardi Francesco I di Francia sconfiggerà i picchieri svizzeri alla Battaglia di Marignano con una combinazione di cavalleria pesante e artiglieria inaugurando un nuovo modo di fare la guerra.

## La sorte dei vincitori e dei vinti
Howard in seguito al successo di Flodden venne ricreato Duca di Norfolk titolo che era stato perso dal padre dopo che questi aveva supportato Riccardo III d'Inghilterra diversi anni prima.
Il defunto Giacomo ebbe invece una sorte diversa. L'araldo inglese portò la notizia della vittoria insieme alla sopravveste insanguinata del re a Caterina d'Aragona che si trovava all'abbazia di Woburn, ella mandò quindi, il 16 settembre, al marito che si trovava a Tournai la sopravveste insieme a un resoconto scritto da Howard, Caterina scrisse ad Enrico suggerendogli di usare il trofeo come stendardo e che aveva anche pensato di mandargli il corpo di Giacomo, ma che non aveva incontrato l'approvazione degli uomini a lei vicini.
Da Berwick il cadavere di Giacomo venne spostato a Newcastle upon Tyne dopo essere stato imbalsamato, da lì andò a York e quindi a Sheen Priory vicino a Londra. La spada di Giacomo insieme al suo stendardo e ai cosciali vennero portati alla tomba di Cutberto di Lindisfarne. Gran parte delle armature degli altri caduti vennero vendute, altre vennero portate al Castello di Nottingham i cavalli invece vennero confiscati.
Intanto Margherita Tudor, la moglie di Giacomo, attendeva di sapere cos'era stato di suo marito presso il Palazzo di Linlithgow, dieci giorni dopo la battaglia trentacinque uomini fra chierici, nobili e membri del parlamento istituirono un consiglio per reggere il trono al posto del piccolo Giacomo V di Scozia di appena sedici mesi.
L'intero Parlamento di Scozia si riunì al Castello di Stirling il 21 ottobre per incoronare il piccolo Giacomo, Margherita venne nominata tutrice, ma non reggente e il parlamento confermò tutti i risarcimenti che Giacomo IV aveva predisposto per i figli e le vedove dei caduti di Flodden.
Nel mese di novembre arrivò al castello di Dumbarton il soldato francese Antoine D'Arces (morto il 18 settembre 1517) con una nave di armamenti proveniente da Stirling. D'Arces, ora che Giacomo IV era morto, suggerì che il ruolo di Reggente di Scozia venisse affidato a John Stewart nipote di Giacomo II di Scozia. La sua proposta venne accettata e Stewart arrivò dalla Francia, dov'era vissuto, il 26 maggio 1515, poco dopo morì Alexander Stewart il figlio postumo di Giacomo che era nato nell'aprile precedente. Margherita intanto si era risposata, il 6 agosto 1514 aveva infatti sposato Archibald Douglas, VI conte di Angus figlio di uno dei caduti di Flodden.

## I morti
Il numero preciso dei caduti è difficile perché le fonti non sono univoche, è però possibile compilare una lista dei nobili che morirono nello scontro:
- Giacomo IV di Scozia
- Alexander Stewart, Arcivescovo di St. Andrews e Lord cancelliere di Scozia (1493 circa-9 settembre 1513)
- Archibald Campbell, II conte di Argyll
- William Adair di Kihilt
- Andrew Aytoun di Dunmure
- Alexander Boswell di Balmuto
- Thomas Boswell di Auchinleck
- William Bunche, Abate di Kilwinning
- John Campbell di Auchreoch
- Donald Campbell di Duntroon
- Duncan Campbell
- George Campbell di Cessnock
- Niall Campbell di Melfort
- John Carnegie
- Alan Cathart
- William Cockburn, Barone di Langton
- John Cornwall di Bohard
- William Craig
- George Douglas (1469-9 settembre 1513)
- William Douglas di Drumlanrig
- William Douglas di Glenbervie (1473 circa-9 settembre 1513)
- John Douglas, II conte di Morton
- William Edmonstone di Duntreath
- Alexander Elphinstone, I Lord di Elphinstone
- Robert Elliot
- Robert Erskine, IV Lord Erskine
- William Gordon
- William Graham, I conte di Montrose (1469-9 settembre 1513)
- Archibald Graham
- Alexander Guthrie
- William Haigh
- John Hay, II Lord Hay di Yester
- William Hay, IV conte di Erroll
- James Henderson
- Robert Henderson
- Adam Hepburn, II conte di Bothwell
- Adam Hepburn di Craggis
- George Hepburn, Vescovo delle Isole
- Andrew Herries, II Lord Herries di Terregles
- Cuthbert Home
- Peter Houstoun
- David Kennedy, I conte di Cassilis (prima del 1478-9 settembre 1513)
- Alexander Lauder di Blyth, Prevosto di Edimburgo
- George Launder di Haltoun
- James Launder di Norton
- William Leslie, III conte di Rothes
- John Lindsay, VI conte di Crawford (prima del 1483-9 settembre 1513)
- John Logan di Restalrig
- Uchtred MacDowall
- Thomas MacDowall di Renfrewshire
- Iain MacFarlane del Clan Maclean
- John Maxwell, IV Lord Maxwell
- Monsieur De la Motte, ambasciatore francese in Scozia
- John Mure di Rowallan
- John Murray di Blackbarony
- Laurence Oliphant, Abate di Inchaffaray
- Colin Oliphant
- Thomas Otterburn
- Alexander Napier
- David Pringle
- Alexander Ramsay di Dalhousie
- John Ramsay, signore Bothwell
- John Rattray
- Robert Rollo di Duncrub
- John Ross, II Lord Ross
- William Ruthven, I Lord Ruthven
- Christopher Savage
- John Sempill, I Lord Sempill
- Alexander Seton
- George Seton, V Lord Seton
- William Sinclair, II Conte di Caithness (1459-9 settembre 1513)
- Henry Sinclair, III Signore Sinclair
- John Somerville di Cambusnethan
- Andrew Stewart, I Lord Avondale
- James Stewart
- Thomas Stewart
- Matthew Stewart, II conte di Lennox (prima del 5 maggio 1488-9 settembre 1513)
- Alexander Strathauchin di Balmady
- Brian Tunstall
- David Wemyss